# Anton Blaschtowitschka
Anton (Antonín) Blaschtowitschka (11. prosince 1874 Jindřichův Hradec – 1945) – otec JUDr. Kurta Blaschtowitschky – byl vysokým úředníkem československého státu.
V roce 1938 odešel do penze z funkce vrchního soudního rady u Vrchního zemského soudu v Praze. Anton Blaschtowitschka byl členem Sudetoněmecké strany (SdP) a po německé okupaci Čech, Moravy a Slezska se stal od 1. dubna 1939 členem Národně socialistické německé dělnické strany (NSDAP) (pořadové číslo: 7 165 019). Po nastolení protektorátu (15. března 1939) se v polovině dubna 1939 nechal dobrovolně reaktivovat, aby mohl vstoupit do říšských služeb. Dne 1. února 1940 jej jmenovali senátním prezidentem Vrchního zemského soudu v Litoměřicích, ale služebně jej ponechali u Vrchního zemského soudu v Praze.
Adolf Hitler jemu a jeho synovi JUDr. Kurtu Blaschtowitschkovi v květnu 1940 za jejich uvědomělý postoj udělil Sudetskou osvobozovací medaili. Dne 7. června 1940 Antonu Blaschtowitschkovi osobně poděkoval Adolf Hitler za služby, které vykonal pro německý národ.
Anton Blaschtowitschka sloužil Velkoněmecké Říši až do konce druhé světové války. Podle pramene zemřel v roce 1945 (krátce po popravě svého syna Kurta) hlady.